# Aiguille Verte
Aiguille Verte (4122 m n. m.) je hora v Montblanském masivu v Grajských Alpách. Leží ve východní Francii v regionu Rhône-Alpes nedaleko Chamonix. Na vrchol lze vystoupit od Refuge d'Argentière (2771 m n. m.) a Refuge du Couvercle (2687 m n. m.).
Jako první na vrchol vystoupili 29. června 1865 Edward Whymper, Christian Almer a Franz Biner.